# Брайкевич Михайло Васильович
Михайло Васильович Брайкевич (нар. 17 листопада 1873 (29 листопада 1873), Попівка, Одеський повіт, Херсонська губернія — †12 лютого 1940, Лондон) — український інженер, економіст, колекціонер, меценат, громадський діяч, Одеський міський голова 1917 та 1918 років.

## Освіта
Михайло Брайкевич народився в сім'ї дворян. 1897 року закінчив Інститут корпусу інженерів шляхів сполучення.

## Кар'єра

### Інженерна діяльність
Саме Михайло Васильович спроектував та побудував порт у місті Лієпая та дредноут на Миколаївській суднобудівній верфі. Брайкевич був членом (а пізніше — головою) Імператорського технічного товариства, директором Товариства Семиреченської залізниці, «Загальної будівельної компанії». 1907 року після одруження Михайло почав працювати в інженерній фірмі свого тестя і кілька разів влітку виїжджав за її напрямками на будівництво Транссибу, а взимку трудився в Петербурзі і в Москві. Відділення фірми Бунґе відкрили пізніше і в Одесі, яким став завідувати Михайло Брайкевич.
1908 року акціонерне товариство Єйської залізниці розпочало будівництво 142-кілометрової магістралі, яка мала забезпечити підвезення зерна в Єйський порт і зв'язати місто з рештою Російської імперії. Міський голова В. В. Ненашев, за ініцітивою якого цей проект став реальністю, запросив як підрядника відомого інженера Михайла Брайкевича. Після його призначення будівництво дороги велося рекордно швидкими темпами. Укладання 133 верст шляху була закінчена вже в березні 1910 року. 1917 року він був заступником міністра промисловості і торгівлі Тимчасового уряду Росії.

### Політична діяльність
У зв'язку з безладами в місті і арештом міського голови Пелікана, 11 березня 1917 року Міністр внутрішніх справ затвердив на посаді тимчасового міського голови Одеси Михайла Васильовича Брайкевича. Його заступником призначили меншовика В. Богуцького. Брайкевич взяв на себе відповідальність за міське господарство. Йому було доручено організувати вибори в міську Думу.
Перше засідання нової Думи відбулося 23 серпня, його відкрив міський голова Брайкевич. Звертаючись до присутніх, він підкреслив, що з часу лютневих подій зроблено багато і що, якби не «Громадський комітет» і Рада робітничих депутатів, вулиці були б залиті кров'ю. Керуючи «Громадським комітетом», Брайкевич займався веденням складного міського господарства. Так, на момент створення «Громадського комітету» у міській касі всі суми обчислювалися в 32 тис. руб. — а на момени засідання в міській касі налічувалося 2 млн 550 тис. руб. Своє звернення Брайкевич закінчив заявою, що «Громадський комітет» виконав свою місію і поступається місце демократично всенародно обраній міській Думі. Після його слів розпочали обрання міського голови.
У жовтні 1917 року Брайкевич призначений Товаришем міністра торгівлі, він залишає в Одесі цілий ряд посад: голови Одеського обласного військово-промислового комітету, голови наради по паливу, комісара з морських перевезень.
17 грудня 1918 року Брайкевича знову обирають міським головою Одеси — але на цій посаді він прослужив недовго. 21 березня 1919 року губернатором Одеси став Олексій Шварц, який мав завдання провести «андиденікінський переворот» в Одесі. Одним із прихильників Шварца був і Брайкевич. Реально оцінивши співвідношення сил і політичну ситуацію в квітні 1919 року, він назавжди залишає рідне місто.

## Еміграція
1919 року Брайкевич передав Художньому музею свою колекцію картин (близько 400 од.), які перебували в музеї образотворчих мистецтв Новоросійського університету, — після чого переїхав у Батумі. Потім він перебрався до Парижа, де зібрав нову колекцію картин, які згодом подарував музею Ашмола в Оксфорді. А згодом перебрався до Лондону, де створив Російське економічне товариство та надавав допомогу російським емігрантам. Особистий капітал за кордоном він склав як талановитий інженер. Багато років Михайло Брайкевич домагався відкриття політехнічного інституту в Одесі, і велика його роль в тому, що його відкрили у 1918 році, в дуже складному році для Одеси.
Михайло Васильович помер 12 лютого 1940 році в Лондоні у віці 67 років. У некролозі Брайкевича було зазначено:
…Стільки було в цій людині життєвої енергії, такі молоді очі світилися з-під густих сивих брів, так не в'яжеться думка про вічний спокій з його кипучої натурою…

## Меценатство та любов до живопису
Прославився Брайкевіч і як один із найбільших меценатів, якому належала одна з найкращих колекцій живопису і графіки «Срібного століття». Він був віце-головою Одеського товариства образотворчих мистецтв, заснував іменну стипендію в 5 тисяч рублів для студентів Одеського художнього училища, протегував Одеському художньому музею, де і зараз експонується його портрет роботи П. Г. Волокідіна. Брайкевіч був другом Сомова, Бенуа, Врубеля, Рахманінова.

## Будинок в Одесі
Близько 1907 року М. В. Брайкевич придбав частину ділянки Цезаря Гінанда на розі Батарейного провулку та Чорноморської вулиці. На момент придбання ділянка мала адресу Чорноморська вул., 6. Влітку 1906 року М. В. Брайкевич подав прохання до міської управи на спорудження двоповерхового будинку. Згодом за власним проектом Брайкевича та під його наглядом був споруджений особняк, де він також розмістив власну колекцію живопису. У другій половині ХХ століття нумерація ділянок змінилася, колишній будинок Брайкевича отримав адресу Лідерсовський бул., 3, хоча будинок розташований на протилежному боці кварталу і ділянка не виходить на бульвар. На початку ХХІ ст. у будинку розмістилося Генеральне консульство Турецької республіки у Одесі, і таким чином будинок не доступний для огляду.

## Сім'я
1907 року Михайло Васильович одружився з дочкою керівника столичної інженерної фірми Софією Андріївною Бунґе. Мав доньку Ксанію Брайкевич-Кларк, яка була активним членом Російського студентського християнського руху (РСХД) в еміграції. У другій половині 1920-х роців вона головувала у лондонському гуртку РСХД, була секретарем Співдружності святого Албанія і преподобного Сергія. Вийшла заміж за англіканського священика Олівера Фільдінга Кларка (1898—1987), одного із засновників Співдружності святого Албанія і преподобного Сергія, перекладача книг Н. А. Бердяєва на англійську мову.